# Hokky Caraka
Hokky Caraka (Yogyakarta, 21 de agosto de 2004) es un futbolista indonesio que juega en la demarcación de delantero para el PSS Sleman de la Liga 1 de Indonesia.

## Selección nacional
El 12 de octubre de 2023 hizo su debut con la selección de Indonesia en un partido de clasificación para la Copa Mundial de Fútbol de 2026 contra Brunéi que finalizó con un resultado de 6-0 a favor del combinado indonesio tras un gol de Rizky Ridho, un doblete de Ramadhan Sananta y un triplete de Dimas Drajad.

## Clubes
| Club       | País      | Año   | Partidos | Goles |
| ---------- | --------- | ----- | -------- | ----- |
| PSS Sleman | Indonesia | 2021- | 41       | 4     |